# 江副敏史
江副 敏史（えぞえ さとし、1957年4月 - ）は日本の建築家、一級建築士。1980年、京都大学卒業後、日建設計に入社。日本建築学会賞など多数受賞。

## 略歴
- 1957年、大阪府生まれ
- 1980年、京都大学卒業後、日建設計に入社。

## 代表作
- 「大阪ワールドトレードセンタービルディング」（1995・256ｍ）
- 「中之島フェスティバルタワー」（2012・200ｍ）
- 「フェスティバルタワーウエスト」（2017・200ｍ）
- 「フェスティバルホール」（2012・2700席）
- 「兵庫県立芸術文化センター」（2005・2141席、800席、400席）
- 「神戸国際会館」（1999・2022席）
- 「大阪弁護士会館」（2006）
- 「福山市中央図書館」（2008）[1]。

一級建築士、インテリアプランナ、APECアークテクト。